# Dalskär
Dalskär est une île de l'archipel finlandais à Pargas en Finlande.

## Géographie
Dalskär est à environ 6 kilomètres au sud-ouest de Lökholmen, à 18 kilomètres au sud-est de l'église de Nagu et à 42 kilomètres au sud de Turku.
La superficie de l'île est de 10,4 hectares et sa plus grande longueur est de 0,6 kilomètre dans la direction est-ouest,.
Dalskär fait partie du parc national de l'archipel.
Le transport publuc le plus proche est l'embarcadère de Gullkrona, desservi par M/S Nordep et M/S Cheri.